# Play4
Play4 is een Vlaamse commerciële televisiezender. De zender is op 17 september 2012 van start gegaan als VIER, ter vervanging van VT4. Op 28 januari 2021 kreeg de zender de huidige naam Play4. Vaste presentatoren van de zender zijn onder meer Erik Van Looy, Evy Gruyaert, Gert Verhulst en Gilles De Coster. Play4 is via De Vijver Mediaholding (Play Media) onderdeel van Telenet. Ook Play5, Play6, Play7, PlayCrime, Play More en Play Sports zijn onderdeel van Telenet.

## Geschiedenis
De Belgische zender VT4 startte op 1 februari 1995 en in januari 2011 kondigden De Vijver Media (de moederholding van Woestijnvis) en ook de RTL Group aan dat ze interesse hadden om zowel VT4 als VijfTV over te nemen. Uiteindelijk trok de RTL-group zich terug op 19 april 2011 en werd De Vijver eigenaar van beide zenders op 20 april 2011.
Op 14 juni 2012 werd de nieuwe naam van de zender, VIER, in de media bekendgemaakt, alsook een eerste glimp op de nieuwe programmering. Op 17 september 2012 ging het zendschema effectief van start en werd de naam van de zender veranderd in VIER. Het nieuwe schema bevatte zowel programma's die al op VT4 liepen als nieuwe programma's. Daaronder zaten ook een aantal succesvolle programma's die Woestijnvis eerder voor Eén maakte, zoals De Slimste Mens ter Wereld, Man Bijt Hond, De Pappenheimers en In Godsnaam.
De kijkcijfers en reclame-inkomsten van VIER waren eind 2012 hoger dan van VT4. De verwachtingen, zowel bij de media als bij VIER- en Woestijnvisbaas Wouter Vandenhaute, lagen echter wat hoger. Er werd dan ook al tegen het einde van het jaar ingegrepen in het zendschema. Dit mocht echter niet baten: eind mei 2013 bleken de kijkcijfers gemiddeld 25% lager te liggen in vergelijking met het oude gemiddelde van VT4.
In 2014 stegen de kijkcijfers terug licht. De zender kon op jaarbasis met 7% groeien op doelgroep "Verantwoordelijken Voor Aankoop" tussen 18 en 54 jaar.
VIER probeerde de eerste maanden reclame aantrekkelijker te maken door deze te mengen met korte spelletjes, redactionele programmafragmenten en animatiefilmpjes. Volgens VRM zijn deze extraatjes in tegenstrijd met de wetgeving op reclame omdat reclame voor de kijker duidelijk moet worden gescheiden van de programma's. VIER schrapte daarop deze rubrieken uit de reclame.
Op 13 juni 2014 werd Telenet een van de drie aandeelhouders in De Vijver Media. Het kocht de aandelen van Sanoma over, weliswaar na het weekblad Humo uit het akkoord te halen.
In 2016 haalde VIER een marktaandeel van 12,8% op de doelgroep van de 18 tot 54-jarigen, de "verantwoordelijke voor aankoop" (VVA). Daarmee haalt VIER (en VT4) het hoogste aandeel ooit. November 2016 strandde VIER op een marktaandeel van 14,8% op de doelgroep van de 18 tot 54-jarigen.
Op 27 maart 2017 werd het logo van VIER veranderd waarbij het woord "VIER" werd vervangen door een cirkel met een cijfer 4 erin. In augustus 2018 werd dit logo aangepast in de huidige kleuren.
In 2017 behaalde VIER een marktaandeel van 11,9% op de doelgroep VVA 18-54. In 2018 was dat 12% en in 2019 12,91%.
Op 28 januari 2021 kreeg de zender met Play4 de huidige naam.

## Ontvangst
Play4 is te ontvangen via alle analoge en digitale televisieaanbieders in Vlaanderen en Brussel. Sommige aanbieders zoals Proximus en Telenet verdelen ook een high definition feed van de zender.

## Programma's
Onderstaande is een selectie van programma's:
| Drama - Assisen - Forever - Elementary - Bull - NCIS: New Orleans - The Good Wife - Scorpion - Lethal Weapon | Reality & show - Bake Off Vlaanderen - Big Brother - Blind Gekocht - Boris - Bye Bye Belgium - Dag dokter - Don't Worry Be Happy - Hit the Road, Jacques - Huizenjagers - James, de musical - Junior Bake Off Vlaanderen - Komen Eten - De Mol - Ooit Vrij - Het Rad - Recht Naar de Gevangenis - The Sky is the Limit - Shalom Allemaal! - Stukken Van Mensen - De Verhulstjes - Viva la Feta | Nieuws & actualiteit - Sports Late Night - Gert Late Night - De Cooke & Verhulst Show - De Tafel van Gert |

## Meest bekeken programma's
Sinds de start van VIER op 17 september 2012 en Play4 op 28 januari 2021, zijn dit de tien meest bekeken programma's:
| Positie | Programma                                  | Datum             | Aantal kijkers1 |
| ------- | ------------------------------------------ | ----------------- | --------------- |
| 1       | De Slimste Mens ter Wereld                 | 17 december 2020  | 1.879.872       |
| 2       | De Mol                                     | 9 mei 2021        | 1.505.589       |
| 3       | Voetbal WK kwalificatie Kroatië − België   | 11 oktober 2013   | 1.412.330       |
| 4       | Callboys                                   | 15 september 2016 | 1.258.335       |
| 5       | Voetbal WK kwalificatie Schotland − België | 6 september 2013  | 1.210.070       |
| 6       | Voetbal WK kwalificatie Macedonië − België | 22 maart 2013     | 1.105.663       |
| 7       | Met man en macht                           | 18 februari 2013  | 1.012.441       |
| 8       | Blind gekocht                              | 13 mei 2020       | 983.298         |
| 9       | Voetbal WK kwalificatie Servië − België    | 12 oktober 2012   | 961.401         |

1: live plus uitgesteld kijken binnen de week

## Huidige gezichten
Enkele van de huidige televisiegezichten van Play4 zijn:
- Erik Van Looy
- Evy Gruyaert
- Pedro Elias
- Gilles De Coster
- Martin Heylen
- Sven de Leijer
- Jelle De Beule
- Otto-Jan Ham
- Élodie Ouédraogo
- Jonas Geirnaert
- Gert Verhulst
- Sarah Vandeursen
- Jani Kazaltzis
- Roel Vanderstukken
- Bartel Van Riet
- Thomas Huyghe
- James Cooke
- Frances Lefebure
- Wim Opbrouck
- Stefan en Kristof Boxy
- Jeroom Snelders
- Peter Van de Veire
- Kobe Ilsen
- Katrin Kerkhofs
- Lotte Vanwezemael
- Wesley Sonck

## Beeldmerk

Van 18 februari 2002 t/m 16 september 2012 (VT4)
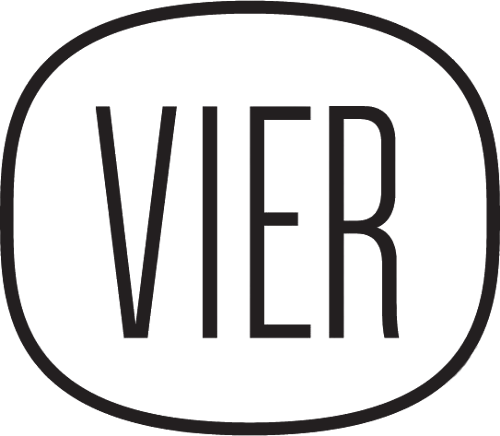
Van 17 september 2012 t/m 26 maart 2017 (VIER)
Van 27 maart 2017 t/m 27 januari 2021 (VIER)
Sinds 28 januari 2021 (Play4)